# Halyna Pundyk

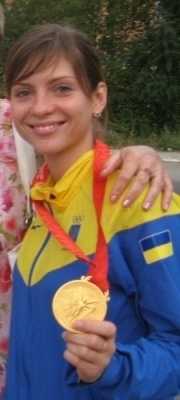
Halyna Pundyk mit ihrer Olympiamedaille

Halyna Wassyliwna Pundyk (ukrainisch Галина Василівна Пундик; * 7. November 1987 in Tschotyrboky, Oblast Chmelnyzkyj, Ukrainische SSR) ist eine ukrainische Säbelfechterin, Olympiasiegerin und Weltmeisterin.

## Erfolge
Halyna Pundyk errang 2004 bei den Junioreneuropameisterschaften in Poreč Silber mit der ukrainischen Mannschaft.
2005 wurde sie in Espinho Juniorenmannschaftseuropameisterin und gewann bei den Juniorenweltmeisterschaften in Linz eine Silbermedaille mit der Säbel-Mannschaft.
2007 wurde sie in Posen erneut Juniorenmannschaftseuropameisterin und gewann die Juniorenweltmeisterschaften in Belek mit der Mannschaft. Silber gewann sie mit der Mannschaft bei der Senioreneuropameisterschaft in Gent und bei den Weltmeisterschaften in St. Petersburg, beide Male nur durch das französische Team besiegt.
2008 gewann Pundyk bei den Olympischen Spielen in Peking den Säbel-Mannschaftswettbewerb, im Einzel belegte sie den 29. Platz.
2009 gewann sie mit der Mannschaft die Fechteuropameisterschaft in Plowdiw und in Antalya die Fechtweltmeisterschaft. Im Einzel errang sie bei der Europameisterschaft Bronze, besiegt durch ihre langjährige Mannschaftskameradin Olha Charlan.
2010 wurde sie in Leipzig Mannschaftseuropameisterin und bei den Weltmeisterschaften in Paris holte sie mit der Mannschaft die Silbermedaille hinter Russland.
2011 gewann Halyna Pundyk bei den Weltmeisterschaften in Catania eine Silbermedaille mit der Säbel-Mannschaft, wieder nur besiegt durch die russische Mannschaft, und errang im Einzel bei der Europameisterschaft in Sheffield Bronze, wieder gestoppt durch Olha Charlan.
2012 errang sie Silber mit der Mannschaft sowohl bei der Europameisterschaft in Legnano als auch bei der Weltmeisterschaft in Kiew eine Silbermedaille, beide Male hinter dem russischen Team.
2013 wurde sie in Budapest Mannschaftsweltmeisterin und errang bei der Europameisterschaft in Zagreb Silber mit der Mannschaft, bei der Sommer-Universiade 2013 in Kasan erfocht sie Bronze im Säbel-Einzel. 2014 holte sie mit der Mannschaft bei der Europameisterschaft in Straßburg Bronze.